# Manasterzec
Manasterzec is een plaats in het Poolse district  Leski, woiwodschap Subkarpaten. De plaats maakt deel uit van de gemeente Lesko en telt 450 inwoners.